# 匈奴
匈奴（上古汉语：*qʰroŋ.nˤa），是亚洲大陆北部的游牧民族在漠北建立的游牧帝国，存在年代約在前4世纪年至48年，其后分裂为西遷的北匈奴（48年—93年）和依附漢朝的南匈奴（48年—216年）。統治領域約略在現今蒙古国、西伯利亚南部、中亞與中國大陸北部地區。公元4至5世纪又陆续在中原和西域建立汉赵、北凉、夏 (十六国)、高昌北凉等政权。
匈奴是部落体制的国家，建立了一套尊卑分明的内外官制，分王庭、左方和右方三个辖区，分别由单于、左右贤王负责监理，各自在自己的分地游牧而居，各有自己的军官、文官，对领土也有强烈欲望。其王族為攣鞮氏，其領袖稱单于，其下轄各王，統領各部落，单于和诸王的皇后和妻子称阏氏（匈奴实行一夫多妻制），在匈奴政治上有一定影响。在歷史學界中有許多关于部落国家的假設，但是因為他們留給後世的信息不多，而且關於文獻的部分，事實上，因為當時是漢族才具有龐大的官僚系統負責紀錄，所以說保留到今天的資料，主要都是透過另一視角的漢族歷史學者撰寫的。關於匈奴歷史的研究，與漢族的互動，以及具體的体制等等，在研究中仍有爭議，尤其中國大陸學者一般是以古推論，而更需要重視蘇聯與蒙古學者也撰寫了不少參考論點，並結合上他們在地實際考古物證，比如阿巴坎遺址等，才稱得上充分還原。
雖然匈奴是古代中原的北方大敵，但不是一直以来都很强盛，司马迁的《史记》曾记载在头曼和冒顿单于初期周边情况是“东胡彊而月氏盛”（《汉书》“東胡強而月氏盛”），头曼单于曾将自己儿子冒顿送到西部的月氏作質子；《史记》记载冒顿单于在位初期“东胡彊盛”，必须将所爱阏氏给予东胡王。
7世紀初拜占庭史家西摩卡塔（Theophylacus Simocatta）認為，歐洲中世紀史上的阿瓦爾人，由兩個聯合起來的部落，即瓦爾部（uar或var，阿瓦爾由此得名）和匈人部（Kunni或Huni，該名暗示其匈人起源）組成。而瓦爾部和匈人部又屬於鐵勒（丁零、敕勒 、高車）多民族聯盟，有此推測歐洲匈人跟歐洲阿瓦爾人可能跟鐵勒聯盟有關聯。再加上史書《隋書·鐵勒傳》：“鐵勒之先，匈奴之苗裔也。《新唐書·回鶻傳上》亦作“回紇，其先匈奴也，俗多乘高輪車，元魏時亦號高車部，或曰敕勒，訛為鐵勒”。《北史·高車傳》:“高車，盡古赤狄之餘種也。初號為狄歷，北方以為高車丁零。其語略與匈奴同，而時有小異，或云其先匈奴甥也”。《周書·突厥傳》:“突厥者，蓋匈奴之別種”。匈奴和匈人可能為突厥語族。

## 歷史
《史記》記載，匈奴為夏后氏後裔，先祖為淳維。匈奴是由許多游牧部落之間結盟，形成的多民族國家，其中的各民族皆可被稱為匈奴。
《史記》記載，前318年，韩、赵、魏、燕、齐五国，率匈奴部隊，攻秦，这是匈奴名称最早见于古代文献的年代。到了戰國時代末期，游牧民族在塞外相互結盟，形成跨民族聯盟，逐漸形成月氏、東胡與匈奴三大勢力。此時漢地各國開始興建長城，以防備匈奴。
秦始皇時，派蒙恬北伐，取得河套地區，匈奴頭曼單于率眾北徙至漠北，這是中國漢文史書上首位記載的匈奴單于。在蒙恬死後，秦朝陷入內戰，匈奴重新占領河套地區。在頭曼單于時代，匈奴開始形成大型帝國，至其子冒頓時，匈奴陸續擊敗了月氏與東胡，向中亞草原發展，成蒙古草原上最強盛的國家。
漢朝初期，漢高祖親征匈奴，卻遭冒頓單于圍困，是為白登之圍。而後收復太原等失地以及河套一部份，考慮國力問題休養生息，約定以宗室女和親。至漢武帝時期，漢朝改變政策，與匈奴進行長期戰爭，削弱了匈奴勢力，但漢朝本身也因此面臨內政上的危機。漢宣帝時，與位於南部的匈奴合作，攻擊北方匈奴，南匈奴成為漢朝附庸，漢朝與南匈奴有和親關係，王昭君下嫁匈奴，成為著名故事。
東漢時，持續採取分化策略。匈奴分裂為南匈奴與北匈奴二部：南匈奴歸附漢朝；北匈奴遭到東漢擊敗，撤退到中亞草原，此後的記載缺乏。
在東漢末年，南匈奴逐漸恢復獨立地位。西晉時，因八王之亂，南匈奴單于劉淵趁機獨立，建立王朝，開啟五胡十六國時期，漢化後也不再自稱匈奴。在此後，突厥汗國在中亞草原崛起，取代匈奴的地位。

## 地理環境

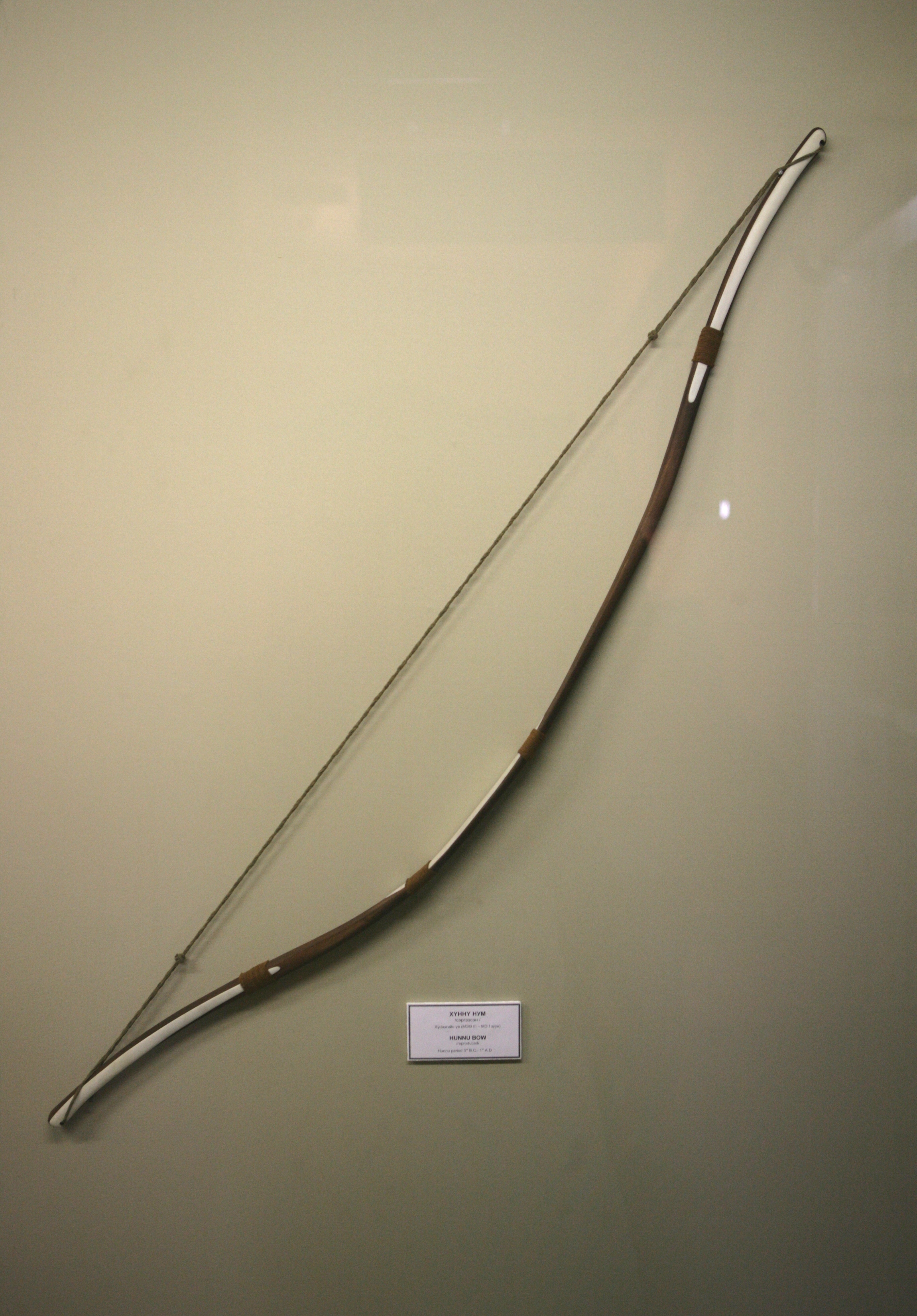
匈奴弓複製品

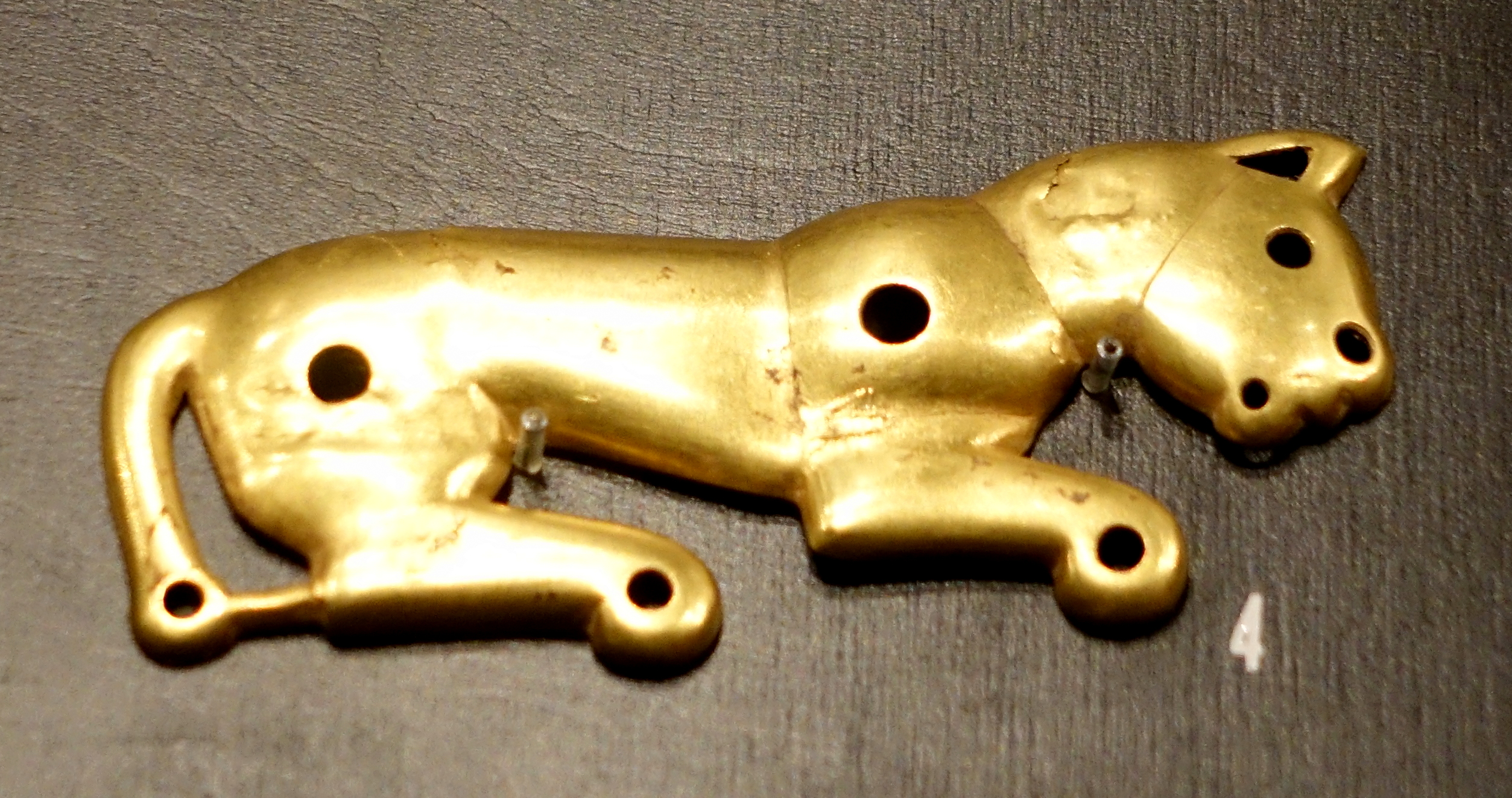
出土的銅製豹型片

匈奴在強盛的時候，東破東胡，南併樓煩、河南王地，西擊月氏與西域各國，北服丁零與西北的堅昆。範圍以蒙古高原為中心，東至今大兴安岭。南沿秦長城與秦漢相鄰，並一度控有河套及鄂爾多斯一帶。向西以阿爾泰山為界，深入中亞的鹹海甚至里海一帶，北達貝加爾湖周邊。被稱之為「百蠻大國」。
以大戈壁為中心分為南、北。與現今不同的是，在漠南一帶的山區，如陰山，當時尚有數量眾多的樹木，而平地有面積廣大的草原，為匈奴人狩獵的場地。而漠北一帶，地平又少樹木，多大砂，生活較不易。
氣候方面，冬季比夏季還長。在冬季零下20度很為普遍。霜雪在九月上旬就己下降。在烏蘭巴托一帶，可達零下40度以下。一年之中，植物能生長的時間約百日。到夏天，平均溫度雖為17.1度，但有時可達到34.3度。一日之中氣溫也相差很多，白天類似炎夏，夜間則類似嚴冬。

## 政治
匈奴的官制，《史記》、《漢書》、《後漢書》均有記載，其中《漢書》全抄《史記》，《後漢書》則加以補充內容。內容如下：
|                      | 然至冒頓而匈奴最彊大，盡服從北夷，而南與中國為敵國，其世傳國官號乃可得而記云。置左右賢王，左右谷蠡王，左右大將，左右大都尉，左右大當戶，左右骨都侯。匈奴謂賢曰「屠耆」，故常以太子為左屠耆王。自如左右賢王以下至當戶，大者萬騎，小者數千，凡二十四長，立號曰「萬騎」。諸大臣皆世官。呼衍氏，蘭氏，其後有須卜氏，此三姓其貴種也。諸左方王將居東方，直上谷以徃者，東接穢貉、朝鮮；右方王將居西方，直上郡以西，接月氏、氐、羌；而單于之庭直代、雲中：各有分地，逐水草移徙。而左右賢王、左右谷蠡王最為大國，左右骨都侯輔政。諸二十四長亦各自置千長、百長、什長、裨小王、相、封都尉、當戶、且渠之屬。 |
| ——《史記．匈奴列傳》 | |

|                          | 其大臣貴者左賢王，次左谷蠡王，次右賢王，次右谷蠡王，謂之四角；次左右日逐王，次左右溫禺鞮王，次左右漸將王，是為六角：皆單于子弟，次第當為單于者也。異姓大臣左右骨都侯，次左右尸逐骨都侯，其餘日逐、且渠、當戶諸官號，各以權力優劣、部眾多少為高下次第焉。單于姓虛連題。異姓有呼衍氏、須卜氏、丘林氏、蘭氏四姓，為國中名族，常與單于婚姻。呼衍氏為左，蘭氏、須卜氏為右，主斷獄聽訟，當決輕重，口白單于，無文書簿領焉。 |
| ——《後漢書．南匈奴列傳》 | |

除了這些王號和官號，尚有其他：如昆邪王、休屠王、盧屠王、奧鞬王、犁汗王、休旬王、甌脫王、西祁王、右皋林王、古股奴王、古伊秩訾王等等。此外，還有立漢降人為王者，如趙信為自次王，李陵為右校王，史降為天王，盧綰為東胡盧王。侯的名稱有左安侯、左姑姑侯、粟置支侯等等。
這些王侯地位如何，不很清楚，但從文獻記載來看，還可知其大略。
匈奴以單于為中心，大致上分割成左右兩翼。左賢王即左屠耆王，控制帝國東側，地位高於其他諸王，僅次於單于，是單于的繼承者，常以單于太子當之，但也有例外：如復株累若鞮單于後連續5任單于皆由其弟擔任左賢王。右賢王則控制帝國西方。
閼氏，音烟肢或焉支，含有美麗的意義。單于至一般諸王皆可稱其妻為閼氏，也有許多稱呼：如寧胡閼氏、顓渠閼氏、大閼氏、第二閼氏、第五閼氏等等。在眾多閼氏中，也有高低位次之分。沈欽韓以為「匈奴正妻則稱大閼氏」，胡三省則以為「顓渠閼氏，單于之元妃也，其次為大閼氏」。
閼氏雖不見得是皇后，但單于的閼氏在匈奴的地位卻很重要。不僅在內政、外交上有重要地位，在戰爭中也起作用。如冒頓攻圍劉邦時，閼氏隨軍在旁。

## 經濟
匈奴人主要以狩獵、游牧及畜牧為主，依靠的畜牧主要有馬、牛、羊三種，其中以橐駞、驢、驘、騾、駃騠、騊駼、驒奚作為騎乘牲畜。
在飲食當中，肉、乳品尤為普遍，有時會食用魚類。逐水草而居，其生活地點常隨著季節轉移至其他地方。
匈奴人用畜衣作衣服，他們很早就製作褲子、長靴、長袍、尖帽或風帽，無論在行重或保暖方面，都很適應當地的生活。住的地方叫穹廬，是毡帳所製的帳幕，需以木條作柱梁。並使用各種陶器及金屬器。
匈奴人不僅有耕田產穀，還建有穀倉來藏穀。除在本部耕種外，在西域還有騎田。
匈奴人也十分重視商業交換，以牲畜去換取奢侈品。常與漢人互市交易，並將漢人物品轉買運到西域各國並包括羅馬帝國，在漢對西域通道中斷之時尤為如此。

## 人口
根據對冒頓縱精兵三十餘萬圍困汉太祖刘邦於白登山（今中國山西省大同市東北馬鋪山），以五口出一介卒，則匈奴人口應當在150萬至200萬之間。附漢的南匈奴部眾為四、五萬人，在單于屯屠何在位時期得到空前發展，增加到戶口34,000，人口237,300，兵力50,170。曹魏時，分匈奴為即左、右、南、北、中五部，左部帥劉豹統轄萬餘戶，居太原郡故茲氏（今山西臨汾）；右部6千戶居祁縣（今山西祁縣）；北部4千餘戶居新興縣（今山西忻縣）；南部3千餘戶居蒲子縣（今山西隰縣）；中部6千戶居大陵縣（今山西文水）。共3萬餘戶，人口近20萬。而劉淵在并州起兵時，并州匈奴總人口約35萬。

## 軍事
匈奴民族有完善的軍事裝備。優良的戰馬，矯健的騎士，彎弓引矢，騎兵皆有堅固的盔甲。
馬匹在匈奴人的生活中扮演着双重角色，平時是作為交通工具，戰時則成為戰馬。從出土實物看，匈奴馬匹身体略矮，頭部偏大，應屬于蒙古馬。蒙古馬雖不十分高大，但体能充沛，耐力持久，行動迅速，非常適應高原環境，再配上御馬工具——馬籠頭和馬鞍，大大增強匈奴軍隊的戰力。《史記．匈奴列傳》記載匈奴兵「盡為甲騎」、「控弦之士三十餘萬」。
匈奴兵器「其長兵則弓矢，短兵則刀鋋」，考古發掘資料与此正相吻合。匈奴墓地發掘情況顯示，兵器一般出土于男性墓葬中，以銅、鐵質地為主，主要有弓、箭鏃、弩機、刀、劍、戈、矛、斧、流星錘等。考古队发现了西汉时期匈奴的砖瓦窑址和冶铁遗址以及匈奴的城池遗址（比如蒙古国后杭爱省日门塔拉城址），说明匈奴有自己的城池，也具备冶铁能力。匈奴人不像中原士兵靠盾牌保護自己，而代之以更省勁、更堅固的盔甲来裝備自身，形成“盡為甲騎”、機動靈活而又强大的匈奴騎兵。
根據英國歷史學家阿诺尔德·约瑟·汤因比的說法，匈奴是一股從西域雪山傾瀉下來的雪水，他們渴望流入中原這個「水庫」中，找到一個立足之地。但當他沖湧到長城腳下，卻被長城擋住了。於是是這個場大風便呼嘯得更厲害了，一聲高過一聲，使綿迅萬里的長城一線烽火硝煙千年不息。就像從雪山流下來的雪水再也不會倒流上去一樣，在頑強而執拗地要參與締造中國歷史的能量未耗盡之前，他們是絕不會回頭的。

## 宗教
匈奴人祭天地，拜日月，崇祖先，信鬼神。在他們的生活中，無論是平時還是戰時，都與宗教意識有密切的關係，並且相當迷信。
匈奴每年有規定的日子舉行集体的祭祀。每年三次集會的日期，《史記》說是正月、五月及秋季，《後漢書》為正月、五月及九月，兩者皆為一致。大致上，正月的集會是個小集會，參加的人是匈奴諸長。五月的大會最富宗教色彩，參加的人數很多，不限於諸長，主要是為祭其先祖、天地及鬼神。秋季的集會則是為秋天收成而感謝天神的集會。
由于匈奴的统治者会在每年的第五个月（仲夏）于“蘢城”设坛祭祀祖先、天地和众神（见《史记》）。所以中国的一些学者试图把匈奴人的这个“蘢”解释为汉人的“龍”，并认为匈奴的主神是一条龙。然而日本知名的汉学家泷川龟太郎指出中国学者的这个观点是错误的，他认为匈奴的“蘢”实际上是一个意义未知的汉字古汉语音译词（上古汉语拟音：M.lioŋ<*vlōŋ），与中原华夏汉人的“龍”无关，但匈奴语的发音又和古汉语“龙”相同。基于这个原因，古代中国的史官在记载的时候，会增加“艹”字头或者“⺮”（竹）字头写作“蘢”或者“籠”，来和中原华夏汉人的“龍”加以区别。泷川龟太郎的这个观点被加拿大著名的汉学家蒲立本所赞同，并写入他的著作《上古汉语的辅音系统》（The Consonantal System of Old Chinese）一书的附录中。
關於集体祭祀的地點，大致上是在單于所在的地方舉行，雖然都是祭天，同時也有商討國家大計、秋後感謝天神等任務。
匈奴人對其祖宗的墳墓很為重視，不只相信祖宗死後有神靈，其他人死後也有神靈，也可以降吉凶。也相信人死後，需要享用金銀衣裘以及女人。
在戰爭時，匈奴人還相信各種巫術。其內容如下：
|                                       | 曩者，朕之不明，以軍候弘上書言「匈奴縛馬前後足，置城下，馳言『秦人，我丏若馬』」，又漢使者久留不還，故興遣貳師將軍，欲以為使者威重也。古者卿大夫與謀，參以蓍龜，不吉不行。乃者以縛馬書遍視丞相御史二千石諸大夫郎為文學者，乃至郡屬國都尉成忠、趙破奴等，皆以「虜自縛其馬，不祥甚哉！」或以為「欲以見彊，夫不足者視人有餘。」易之，卦得大過，爻在九五，匈奴困敗。公車方士、太史治星望氣，及太卜龜蓍，皆以為吉，匈奴必破，時不可再得也。又曰『北伐行將，於釜山必克。」卦諸將，貳師最吉。故朕親發貳師下釜山，詔之必毋深入。今計謀卦兆皆反繆。重合侯得虜侯者，言「聞漢軍當來，匈奴使巫埋羊牛所出諸道及水上以詛軍。單于遺天子馬裘，常使巫祝之。縛馬者，詛軍事也。』又卜「漢軍一將不吉」。匈奴常言『漢極大，然不能飢渴，失一狼，走千羊。』乃者貳師敗，軍士死略離散，悲痛常在朕心。 |
| ——《漢書·西域傳》渠犁國條載漢武帝詔書 | |

匈奴還有飲血以為盟誓的風俗，盟約的儀式很嚴肅，既是一種盟誓，也是一種宗教儀式。

## 社会制度
匈奴社会是否经历过奴隶制，目前全球学者尚无定论。据《史记·匈奴列传》记载，匈奴人作战，把俘掠来的人口收为奴婢。匈奴贵族死后，他们的“近幸臣妾（奴婢）”从死者多达数千、数百人。中国学者马长寿和林幹均主张“奴隶制”一说，他们相信匈奴社会拥有过庞大的奴隶队伍并各自对奴隶的数目进行了推测。但在迄今发现的所有匈奴墓葬中，包括呼尼河畔和诺音乌拉已发掘的匈奴高级贵族墓葬中，并未发现“人殉”的现象，仅有一些墓穴发现了多条辫发。这是否可以作为匈奴贵族拥有过大批奴隶和“人殉”的某种物证，尚待进一步的发现与研究。也有学者不同意匈奴社会处于奴隶制的说法，而认为匈奴社会处于半家长制半封建制社会。

## 語言
一種說法認為，存在匈奴語这一語言，但因中國文獻中只記錄了很少的匈奴語，缺少足夠證據。也有說法認為，匈奴是由許多游牧族群集合結盟而成的國家，其下擁有許多不同的遊牧民族。其中的各民族皆可被稱為匈奴，不過此一說法也未有實質證據支持。
司馬遷《史記》、班固《漢書》皆言「毋文書，以言語為約束」。桓寬《盐鐵論·論功》卻說「雖無禮義之書，刻骨卷木，百官有以相記」。此蓋指漢文帝時嫁予單于的宗室女，隨從宗女身邊的官員中行說，教導匈奴單于左右疏記及計算畜物數目。
《後漢書》中有一首《匈奴歌》，不少学者用蒙古語、突厥語、葉尼塞語言等進行過分析和解讀，都没有得到理想的結果。
除此之外，匈奴的人名、部落名、地名和称号都可以用来研究匈奴語。例如：“撑犁孤涂單于”據說在匈奴語中有“天子”的意思，其中的“撑犁”（上古漢語：thrang rii）和“單于”（上古漢語：dar wa）分别和蒙古語的tngri（天）和daruγa（君主）相似。
《北史·高車傳》:「高車，盡古赤狄之餘種也。初號為狄歷，北方以為高車丁零。其語略與匈奴同，而時有小異,或雲其先匈奴甥也」。据此，匈奴語似乎属于突厥語系。
關于匈奴語的语言发生学分类，由于資料闕如，很難得到肯定的結論，有些認為匈奴人講蒙古語，而其他則認為他們的語言属于葉尼塞語系。有些則認為是東胡、蒙古語的混合。詳見下表。
|    | 匈奴語       | 漢語        | 東胡語、突厥語、蒙古語                          |
| 1  | 撐犁         | 天          | Tangri（突厥） Tangri、Tangere（蒙古）          |
| 2  | 孤涂（孤屠） | 子          | gute、hute（東胡）                              |
| 3  | 單于         | 廣大        | Cinkai（東胡） Cinkda（蒙古）                   |
| 4  | 冒頓         | 聖          | Bogda、Bogdo（蒙古）                            |
| 5  | 閼氏         | 妻          | Asi（東胡） izi（蒙古）                         |
| 6  | 頭曼         | 萬          | Tuman（東胡、突厥、蒙古）                       |
| 7  | 逗落         | a.冢 b.種   | Dara（蒙古） Vtara（東胡、突厥、蒙古）          |
| 8  | 甌脫         | 室          | Saka（東胡） Ceke、Sere（蒙古） Sagatex（突厥） |
| 9  | 屠耆         | 賢          | Voda、vota（東胡、突厥、蒙古）                  |
| 10 | 徑路         | 刀          | Uyngyrar（突厥）                                |
| 11 | 居次         | 女          | kyz（突厥）                                     |
| 12 | 祁連         | 天          | kilem（東胡）                                   |
| 13 | 若鞮         | 孝          | sakati（東胡） suhutai（蒙古）                  |
| 14 | 比余         | 櫛          | Psi、pit（高麗） Fesu（馬札）                   |
| 15 | 胥紕         | a.瑞獸 b.鉤 | Sabintu（東胡） votk（東胡、突厥、蒙古）        |
| 16 | 熐蠡         | 聚落        | Falan（東胡） Balgha-sun（蒙古） Balik（突厥）  |
| 17 | 服匿         | 缶          | Butun（東胡） putung（蒙古）                    |

然而，加拿大汉学家蒲立本（E. G. Pulleyblank）引用伯希和（Pelliot 1944）的观点指出，多数人认为的“撑犁”这个匈奴语和突厥语之间有联系的词实际上在突厥语中产生了一个代名词形式“tärim”，且这个词在突厥语和蒙古语里都有变体并存在不稳定的现象，说明匈奴语“撑犁”这个词可能是借词。并详细分析指出，匈奴语与任何一种已知的突厥语或蒙古语都不像，也不归属于阿尔泰语系(包括突厥、蒙古、通古斯诸语言)。
根据蒲立本的研究，匈奴语至少有两个明显的特征与阿尔泰语系不相符：
一是匈奴语里面有大量的词汇是以流音L开头的，在西汉的材料中有17个这样的匈奴语词汇，占研究总数的近9%，在东汉的材料中有3个，晋朝的材料中有2个。一般来说，在阿尔泰语系中固有词汇根本不存在以流音r-开头的词汇，以流音l-开头的词也极少，主要包括一些拟声词和其他语系的借词。匈奴语中流音l-开头的词汇频繁出现，所以匈奴语极不可能和阿尔泰语系互有联系。
二是匈奴语有复辅音声母，在西汉的对音中至少有14个或可能更多这样的例子。
在其他邻近的语种中，也排除了匈奴语是汉藏语系归属的可能性。因为匈奴语是多音节语言，只有两组塞音，与汉语和藏语的三组塞音不一样，这一点也能把匈奴语同任何一种高度发展或偏离主流的汉藏语形式区别开来。虽然匈奴语同临近的吐火罗语甚至更西面的伊朗语之间可以有相互借用的现象（参照Maenchen-Helfen 1945），但没有证据表明匈奴语和印欧语系在发生学上有联系。

## 匈奴人

### 起源
《史記》記載匈奴王族為夏后氏後裔之一，又认为历史上混夷、獯鬻、犬戎等不同名稱，皆是指匈奴人。應劭、服虔、韋昭等人皆有相同意見。匈奴在發展過程中，也併入了義渠、樓煩、林胡、月氏等不同國家族群。
根據《史記》等中國古籍記載，王國維在《鬼方昆夷獫狁考》中，把匈奴名稱的演變作了系統的概括，認為商朝時的鬼方、混夷、獯鬻，周朝時叫做獫狁，春秋時的戎、狄，戰國時的胡。有觀點認為匈奴應是西方草原的一個遊牧民族，即斯基泰人。戰国末期之前，還未遊牧至中國漠南地区。匈奴人蓄牲畜、逐水草而居即是“游牧”，是游牧民族的共性，有抢婚(掠女)、收继婚的习俗。
中華民國學者呂思勉認為匈奴為夏后氏的後裔。中華人民共和國學者郭沫若認為在夏朝滅亡後，夏人北遷，成為匈奴先祖。學者馬長壽認為，匈奴為居住在蒙古草原的阿爾泰語系游牧部落融合而成的民族，北狄、西戎、丁零、胡等，皆是這個融合族群中的分支。有關匈奴起源的看法在現代學者中仍有爭論。學者林澐指出匈奴人群與先秦時的戎狄人群是不同的族群，兩者不可混為一談。蒙古国内有观点认为匈奴是现在蒙古族的直接祖先之一。

### 与欧洲匈人的关系
在秦汉之前，中原人对北方的游牧民族和西域的城邦国家都统称为“胡”，秦汉以后“胡”则主要指匈奴。方壮猷认为“匈奴”和“胡”都是突厥语、蒙古语中“人”（kun, Hun）一词的音译。而何星亮则认为匈奴人崇拜太阳，认为太阳是天之骄子。因此认为“匈奴”和“胡”来自古突厥语、撒拉语的“太阳”一词（K'yn，k'un）。这两种说法都有明显的问题，即以“胡”字的今音去推测词源，忽略了汉字自身的音变。
其中一種中古漢音擬構「匈奴」發音為「Hiungno」，現代中文書籍有時也把373年西遷到了歐洲東部，入侵東、西羅馬帝国並建立「Hunnic Empire」的匈人譯為「匈奴人」。歐洲的古文獻對此一民族及其在欧洲的事跡有若干叙述。但中国古代的匈奴和欧洲的匈人是否有血緣關係或係同一民族尚無定論。近年来使用DNA等測試手段也未能回答這一問題。認為這兩個民族系出同源的最主要証據是北匈奴西遷（91年西遷至西域，151年由西域再度西遷）後從此於歷史上消失再無踏足中原，和二百八十年後在欧洲俄羅斯伏爾加河東岸突然在歷史上出現的兇悍遊牧民族匈人在時間上不完全吻合。但匈人和匈奴的種族、語系，至今仍未能考証，現代考古學只透過歐亞草原和中國北方出土的文物，了解此二（或一）古民族的歷史。
北史说：“粟特国，在葱岭之西，古之奄蔡，一名温那沙，居于大泽，在康居西北，去代 一万六千里。先是，匈奴杀其王而有其国，至王忽倪，已三世矣。”奄蔡一名阿兰，与西方关于匈人灭阿兰国的记载吻合。
1902年英國考古學者马尔克·奥莱尔·斯坦因在中國敦煌西部的玉門關遺蹟挖掘到出4世紀初來自中亞的粟特商人的書簡，稱為《粟特文古信札》（Sogdian Ancient Letters）。書簡裡面描述4世紀中國西晉永嘉之禍的戰亂情況，是以匈人稱呼匈奴人，證實匈人在中亞是匈奴人的別稱。匈奴人跟欧洲匈人有一定程度關聯。
歐洲匈人的語系為通常被認為是突厥-烏古爾語系，烏古爾突厥人（oghur turkic peoples）通常被認為是更西邊的高車(丁零、敕勒 、鐵勒、回紇、回鶻)族系的分支，也就是說匈人、阿瓦爾人、保加爾人、可薩人都有一定的關聯，甚至烏拉語系的馬扎爾人的王族跟匈奴有關聯。馬扎爾人的王室，即阿爾帕德大公被認為是可薩人所派出。有一位可薩可汗以馬扎爾人宗主身份任命名為阿爾帕德的可薩年青貴族作為馬扎爾人的大公。
近代主流歷史學家一般認為來自中亞的匈人，與中原以北的匈奴人，是一些喜歡以馬征戰與結盟的遊牧民族（或蠻族），但只是民族集團（Ethnogenesis）而非同種族群。匈奴是由多民族與多人種混合結盟所形成的聯盟，絕對不是民族或人種的稱呼。。然而其混合結盟中，東亞人種是最主要的，是乎可一窺匈奴與歐洲匈人之間的關係。

## 遗传学

### 母系谱系

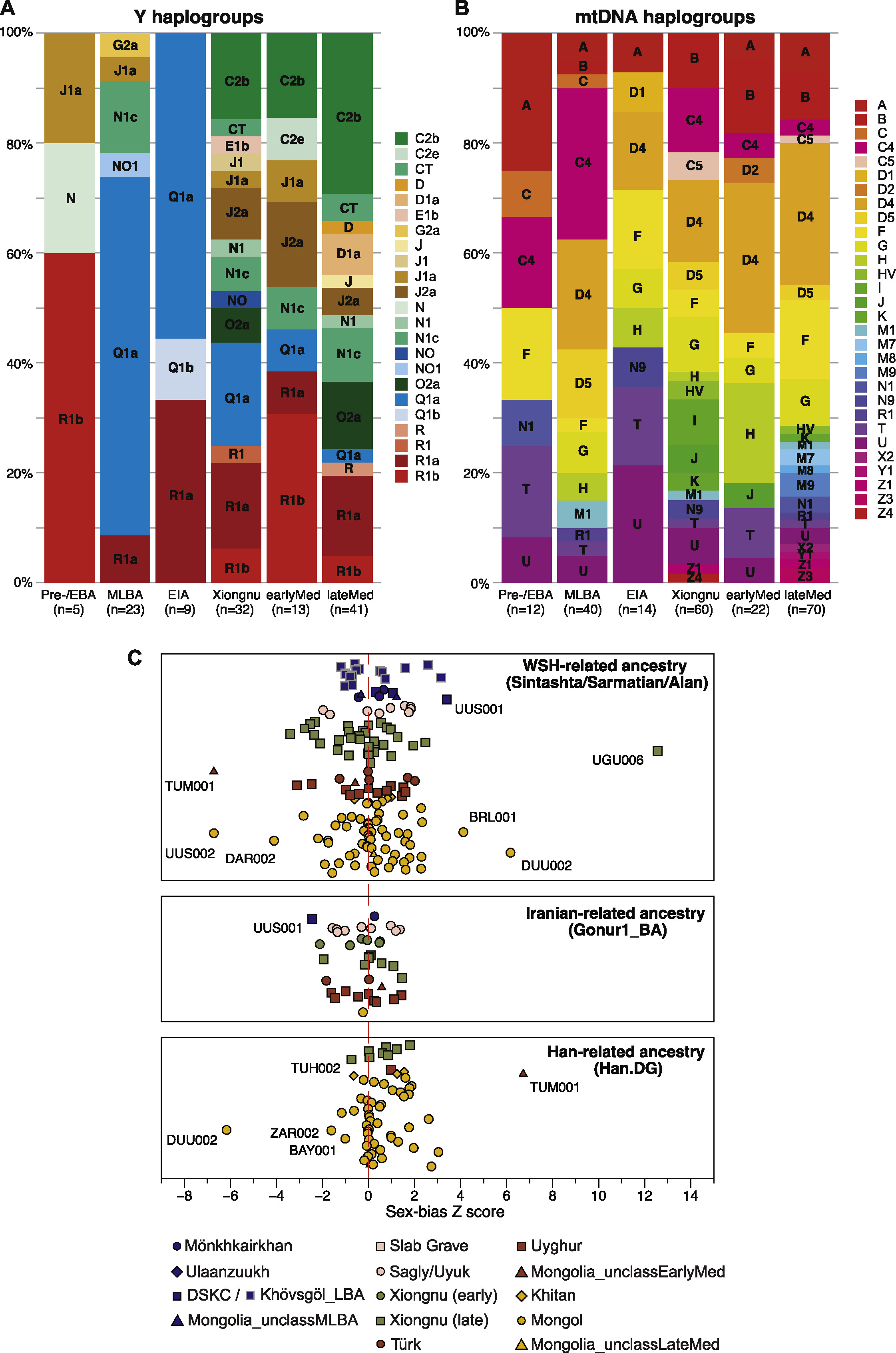
匈奴各群体的单倍群归属及其性别偏向“z”分数。

2003年的一项研究发现，匈奴母系谱系中89%源自东亚，11%源自西欧亚。然而，2016年一项针对蒙古中部样本的研究发现，匈奴母系谱系中有37.5%为西欧亚起源。
根据 Rogers & Kaestle (2022) 的研究，这些研究表明匈奴人口与先前的石板墓文化人口极为相似，两者都具有相近的东西方母系单倍群频率，这支持了从石板墓时期到匈奴时期存在连续性的假说。他们指出，大部分遗传学研究表明，匈奴母系单倍群中约27%源自西欧亚，其余为东亚起源。
在匈奴样本中观察到的一些母系单倍群例子包括 D4b2b4、N9a2a、G3a3、D4a6 和 D4b2b2b 以及 U2e1。

### 父系谱系
根据 Rogers & Kaestle (2022) 的研究，匈奴时期的遗骸中约47%属于与现代西欧亚人相关的父系单倍群，其余（53%）属于东亚单倍群。他们观察到这与之前的石板墓文化时期形成鲜明对比，后者以东亚父系谱系为主。他们认为这可能反映了具有西欧亚父系单倍群人群的扩张，或者可能是婚姻联盟或偏好西方父系人群的文化网络的实践。
匈奴样本中的一些父系单倍群例子包括 Q1b，C2，R1、R1b、O2a 和 O2a2b1，R1a1a1b2a-Z94、R1a1a1b2a2-Z2124、Q1a和N1a，J2a、J1a 和 E1b1b1a，N1a1、Q-M242、C-M217和R1a1。

### 常染色体祖源成分
2006年10月发表在《美国体质人类学杂志》（American Journal of Physical Anthropology）上的一项研究检测到额金河谷（Egyin Gol）所考察个体与现代蒙古人之间存在显著的遗传连续性。

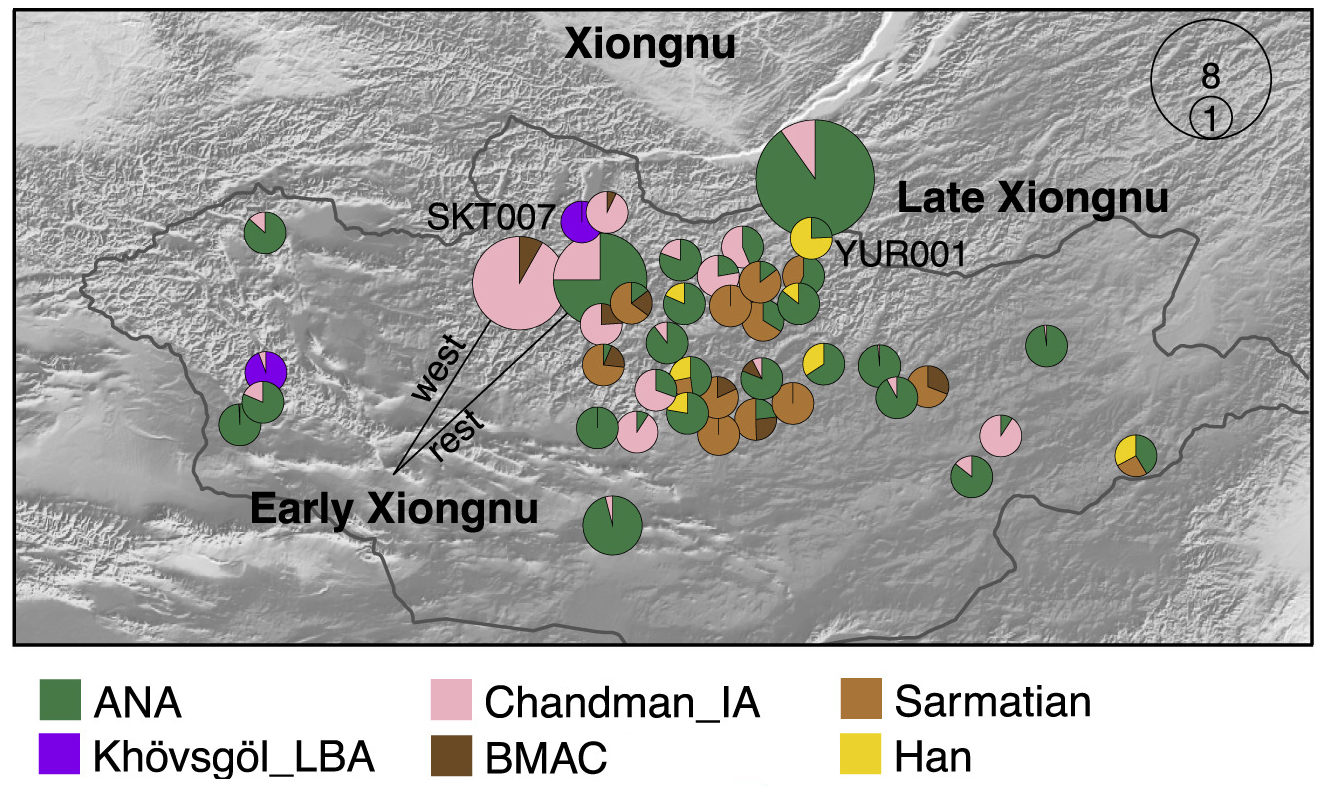
蒙古境内各墓葬遗址的匈奴祖源成分分布图。古代东北亚人（ANA 、Khovsgol ）构成了主要贡献，其次是混合的塞迦（Saka）文化（Chandman ），以及较小比例的汉、BMAC和萨尔马提亚成分。

2018年5月发表在《自然》（Nature）上的一项遗传学研究检测了五具匈奴遗骸的DNA。 研究得出结论，匈奴联盟在遗传上是异质的，匈奴个体属于两个不同的群体：一个主要具有东亚起源（与早期的石板墓文化相关），另一个则表现出与西欧亚（可能来自塞迦中部）来源的显著混合水平。证据表明，匈人可能是通过匈奴向西迁移，少量男性基因流入塞迦人群而产生的。
2020年11月发表的一项研究检测了来自蒙古各地的60具早期和晚期匈奴个体。研究发现匈奴是来自蒙古地区三个不同遗传聚类混合的结果。两个早期遗传聚类是来自阿尔泰山脉的“早期匈奴_西部”（由混合欧亚的昌德曼祖源成分（92%）和BMAC祖源成分（8%）形成），以及来自蒙古高原的“早期匈奴_其余”（个体主要具有乌兰固木-石板墓文化祖源成分，或混合了“早期匈奴_西部”成分）。后来的第三个聚类名为“晚期匈奴”，具有更高的异质性，持续结合了昌德曼和乌兰固木-石板墓文化祖源成分，并额外混入了萨尔马提亚和汉人的基因流。他们的单亲系单倍群归属也显示了其民族形成过程中的异质影响以及与匈人的联系。 相比之下，后来的蒙古人整体上拥有高得多的东部欧亚祖源成分，类似于现代蒙古语族人群。
2024年的一项研究分析的匈奴遗骸（GD1-4）被发现完全源自古代东北亚人，没有任何西欧亚相关祖源成分。该样本与后来突厥时期的突厥（Göktürk）遗骸（GD1-1）紧密聚类。

#### 匈奴内部族群身份与社会地位的关系

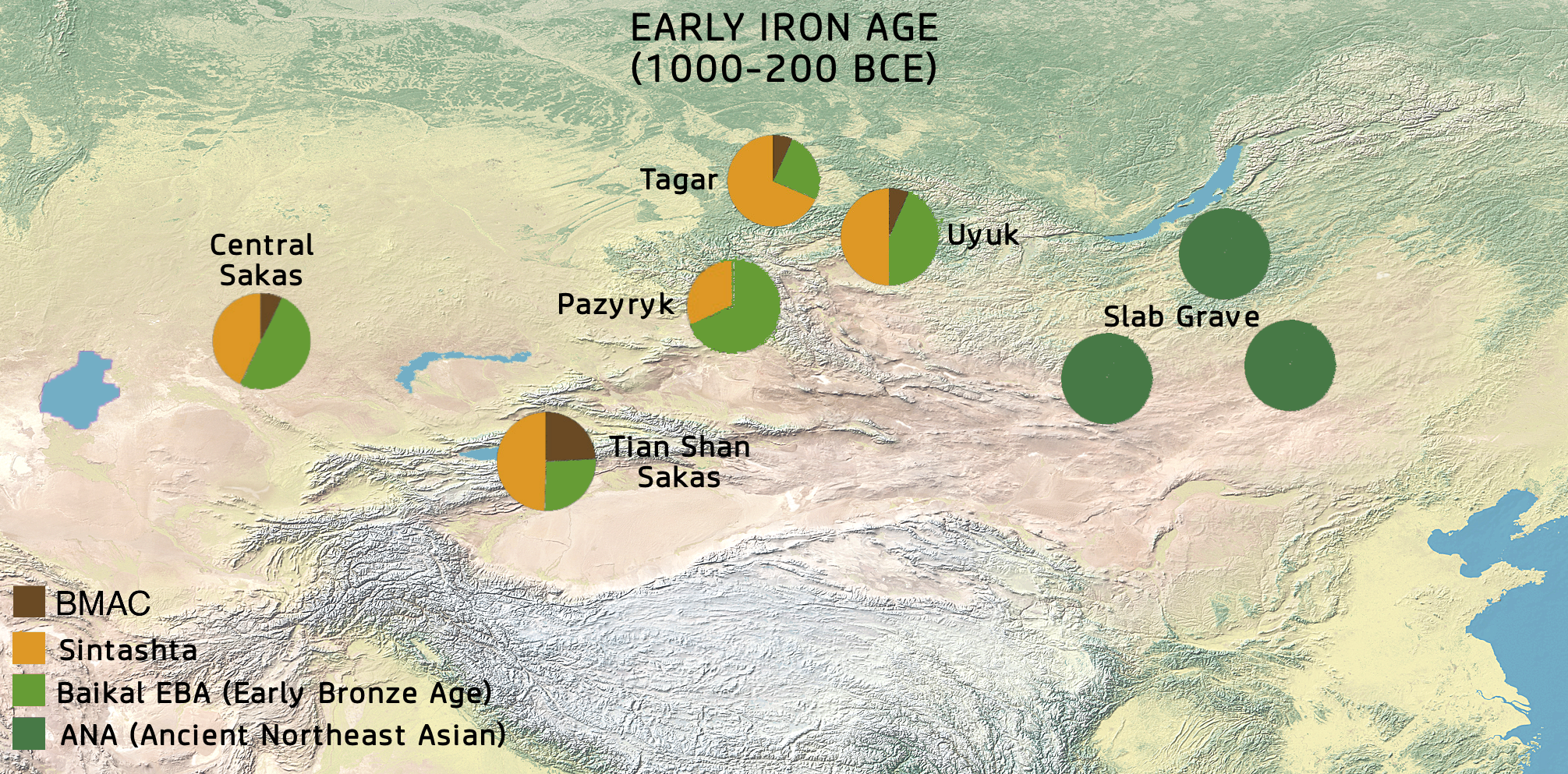
前匈奴时期人群。石板墓人群（Slab-grave）统一具有古代东北亚人起源（ANA ），而西部的塞迦（Saka）人群则混合了辛塔什塔（Sintashta）和古代东北亚（贝加尔EBA ）祖源成分，并带有部分BMAC 成分。

尽管匈奴整体上在族源上是异质的，但变异性似乎与社会地位高度相关。在地位较低的侍从（由其较小且位于边缘的墓葬识别）中，遗传异质性最高。这些侍从主要显示出与昌德曼/乌尤克文化（Chandman/Uyuk culture）（其特征是混合欧亚基因库，结合了辛塔什塔文化和贝加尔湖狩猎采集者（贝加尔EBA）的遗传特征）相关的祖源成分，或者是昌德曼/乌尤克与古代东北亚乌兰固木/石板墓文化祖源特征的各种组合。
相反，地位较高的匈奴个体往往具有较低的遗传多样性，他们的祖源主要源自东部欧亚的乌兰固木/石板墓文化，或源自鲜卑，这表明他们的东部祖源存在多种来源。高比例的东部祖源在地位高的女性样本中更为常见，而地位低的男性样本则往往更多样化且具有更高比例的西部祖源。 一位被其显赫墓葬识别的帝国男性统治者（可能是一位单于），其祖源与“西部边疆”的一位高地位女性相似，具有约39.3%的石板墓文化（或古代东北亚人）遗传祖源，51.9%的汉人（或黄河流域农民）祖源，其余（8.8%）为塞迦（昌德曼）祖源。

## 考古学

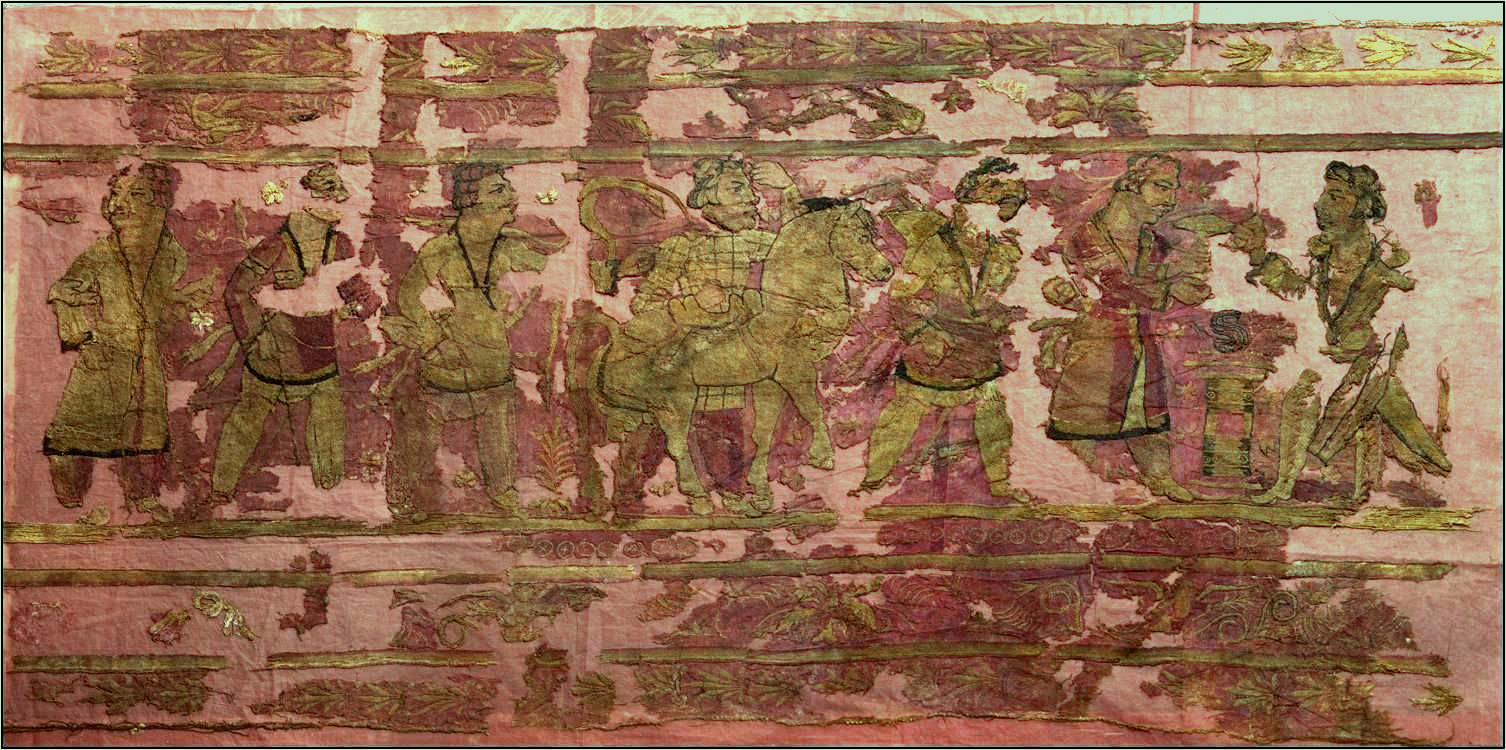
诺彦乌拉出土的毡毯

对匈奴的考古研究主要集中在蒙古国、俄罗斯（外贝加尔地区、图瓦、阿尔泰共和国）、哈萨克斯坦和中国（内蒙古、新疆）发现的墓葬遗址上。这些墓葬，尤其是贵族墓，出土了大量珍贵的随葬品，包括黄金饰品、青铜器、铁器、纺织品、漆器、玉器以及来自汉朝的物品（如青铜镜、丝绸），生动地展现了匈奴的物质文化、艺术风格、社会等级及其与周边文明（尤其是中原汉朝）的交流。
- 诺彦乌拉墓地 (Noin-Ula)：位于蒙古国乌兰巴托以北，是迄今为止发现的最重要、最奢华的匈奴贵族墓地（约公元前1世纪至公元1世纪）。墓葬结构为大型封堆（库尔干）下的深木椁墓。出土了极其精美的毛毯（包括著名的“诺彦乌拉地毯”，可能源自大夏或波斯）、丝绸（部分带有汉字铭文）、毡制品、金银器、漆器（部分带有汉字）、玉器、青铜器（包括汉式车马器和镜子）以及马匹遗骸。这些发现证实了匈奴上层社会的富裕及其在欧亚大陆贸易网络中的重要地位。[57][58]
- 高勒毛都墓地 (Gol Mod)：位于蒙古国后杭爱省，是另一处重要的匈奴贵族墓地（约公元前1世纪至公元1世纪），规模庞大。其墓葬结构与随葬品（丰富的金器、玉器、青铜器、铁制武器、陶器、汉式车器和马具、漆器、丝绸）与诺彦乌拉相似，进一步揭示了匈奴统治精英的生活方式和丧葬习俗。[59]
- 伊沃尔加遗址 (Ivolga)：位于俄罗斯外贝加尔边疆区乌兰乌德附近，是一处匈奴时期的定居点遗址（约公元前1世纪至公元1世纪），可能是一个手工业和农业中心。发掘出土了半地穴式房屋、冶铁和青铜铸造作坊、农具（铁犁铧）、陶器、骨器以及带有浓厚汉文化因素的遗物（如建筑构件、瓦当、钱币）。这为了解匈奴的定居生活、经济形态（农业、手工业）及其与汉文化的交融提供了重要证据。[60][61]
- 伊里莫瓦墓地 (Il'mova) 和 德列斯图伊墓地 (Dureny)：位于俄罗斯外贝加尔地区，是典型的匈奴普通游牧民墓地（约公元前1世纪至公元1世纪）。墓葬多为土坑竖穴墓，随葬品相对简单，包括武器（弓箭、铁刀、铜镞）、马具、少量饰品（青铜带扣、牌饰）和日用陶器。这些墓地反映了匈奴社会基层民众的生活和军事化特征。[62][63]
- 图瓦地区匈奴墓：在俄罗斯图瓦共和国也发现了一些匈奴时期的墓葬（如Aymyrlyg墓地），出土的动物纹风格（尤其是鹿的形象）的金银饰牌、武器等，显示了匈奴文化与当地早期游牧文化（如萨迦文化）的延续性和地域特色。[64]
- 阿尔泰地区匈奴遗存：在俄罗斯阿尔泰共和国的墓葬（如巴泽雷克文化晚期遗存）中也发现了与匈奴相关的器物，表明匈奴势力或文化影响曾到达该地区。[65] [來源請求]
- 中国境内匈奴墓：主要分布在内蒙古（如鄂尔多斯地区、呼伦贝尔、乌兰察布）、陕西（北部）、宁夏、新疆等地。年代跨度较大，从战国晚期至东汉时期。既有普通游牧民的墓葬，也有等级较高的贵族墓（如西沟畔墓地、补洞沟墓地、倒墩子墓地等）。出土器物具有典型的“鄂尔多斯式青铜器”风格（动物纹牌饰、带扣、刀剑饰等），同时也包含汉式器物（铜镜、钱币、车马器、瓦当等），反映了南匈奴附汉后与中原文化互动的加深。[66][67][68]
- 哈萨克斯坦境内匈奴遗存：在哈萨克斯坦东部（七河流域）也发现了可能属于匈奴或受其强烈影响的墓葬（如别鲁斯墓地 Berel），出土了带有匈奴艺术风格的金器和马具。[69]

### 起源探讨
匈奴的考古学起源尚无定论，但与以下几个早期考古文化密切相关：
- 石板墓文化 (Slab Grave Culture)：广泛分布于蒙古高原及外贝加尔地区（约公元前1300年-公元前300年）。其特点是地表用石板围成方形或圆形墓圹。被认为是匈奴的主要族源之一或重要文化源头。[70][71]
- 德沃尔齐文化 (Dvortsy Culture)：分布于外贝加尔地区（约公元前5世纪-公元前3世纪），被认为是石板墓文化向典型匈奴文化过渡的中间类型。[72]
- 乌兰固木文化 (Ulaanzuukh Culture)：分布于蒙古国西北部（约公元前1450年-公元前850年），可能与石板墓文化的形成有关，是更早的源头之一。[73]
- 昌德曼文化 (Chandman Culture)：分布于蒙古西部和阿尔泰地区（约公元前700年-公元前200年），以丰富的鹿石为特征，其人群可能被纳入或影响了匈奴联盟。[74]
- 萨迦文化 (Saka Culture)：广泛分布于中亚和南西伯利亚（约公元前9世纪-公元前3世纪），尤其是图瓦和阿尔泰地区的萨迦文化，其动物纹艺术等文化因素被匈奴所吸收和发展。[64]

从这些文化到典型匈奴文化的转变（约公元前3世纪）伴随着社会复杂化程度的显著提高（大型贵族墓的出现）、冶金术（尤其是铁器）的普及、马具的改进以及更具代表性的匈奴式动物纹艺术风格（如野兽搏斗纹、蜷曲动物纹）的形成。 值得注意的是，有韩国学者主张朝鲜半岛的青铜器时代文化（如琵琶形短剑）与匈奴起源相关，但此观点在国际学界并非主流且缺乏充分证据。

### 物质文化特征
匈奴考古学遗存展现出鲜明的游牧文化特征，并融合了多元文化因素：
1. 墓葬：贵族为大型土坑竖穴木椁墓，地表有高大封土堆（库尔干），随葬品丰厚；平民墓较简单。反映了明显的社会分层。
2. 武器与马具：复合弓、青铜镞（后为铁镞）、铁剑、铁刀、鹤嘴斧（啄戈）是常见武器；马衔、马镳（常饰动物纹）、节约、当卢等马具发达，体现了“马背民族”的军事特色。
3. 艺术风格：以青铜或金、银制作的带扣、牌饰（腰带饰）、马饰最具特色。主题多为动物题材，如野兽搏斗（虎噬羊、狼噬鹿等）、蜷曲动物（鹰喙兽身格里芬、鹿、马等）、伫立动物等，风格粗犷有力，充满动感，即所谓“鄂尔多斯式青铜器”或“斯基泰-西伯利亚动物纹风格”在匈奴时期的发展。[78][79]
4. 日用器物：陶器多手制，器形以罐、壶为主，部分有绳纹或刻划纹；骨器（如弓弭）常见；后期出现定居遗址的铁农具和汉式器物。
5. 外来物品：贵族墓中大量出土来自汉朝的奢侈品（丝绸、漆器、玉器、铜镜、车马器）以及来自中亚或更西地区的物品（如毛毯、玻璃器），证明了匈奴在欧亚大陆贸易（如丝绸之路北道）和朝贡体系中的枢纽地位及其对奢侈品的需求。[80]

## 重要人物
- 冒頓單于
- 呼韓邪單于
- 郅支單于
- 於夫羅
- 中行說
- 趙信
- 衛律
- 李陵
- 韓王信
- 盧綰
- 李廣利
- 劉淵
- 劉聰
- 劉曜
- 赫連勃勃
- 沮渠蒙遜
- 王昭君
- 蔡琰
- 獨孤信
- 獨孤伽羅
- 劉貴
- 虞庆则
- 呼延贊

## 后代
1世纪—2世纪时的南匈奴内附入漢期间，作為一個獨立的民族從中國歷史中逐渐黯淡下去。入居漢地的融入漢族，例如位於江蘇蘇州的金氏，位於福建福安市赛岐鎮宅里村的金氏，位於河南省鶴壁市的赫連氏，位於安徽省皖南東至縣南溪古寨金氏，甘肅省蘭州市榆中金崖鎮金氏，浙江省浦江縣鄭宅鎮后路金村金氏，山東省文登市叢氏，傳說皆為匈奴金日磾的後裔。
匈奴後裔入居中国漢地之后，逐渐改為漢姓，下列為一些常見姓氏，可參考《北朝胡姓考》：
- 攣鞮（虛連鞮、欒、王）
- 渾（昆）
- 隆（龍）
- 稠（周）
- 宇文
- 綦毋
- 呼延（呼衍、呼、胡掖、胡）
- 須卜（卜）
- 唯徐（徐）
- 丘林（林、邱、喬）
- 僕固（僕骨、僕古、古）
- 滹毒（夫杜、傅、杜）
- 沮渠（且渠、大且渠、渠、沮）
- 當於（當、于）
- 栗藉（利）
- 奧鞬（歐乾、歐）
- 史率（尸逐、史）
- 吟樂（樂）
- 賀蘭（賀賴、赫連、賀、赫）
- 賀遂（賀悅、賀術、賀）
- 鐵弗（鐵伐、鐵）
- 駒連（駒、車）
- 費連（費）
- 万俟（萬）
- 黜門（楚）
- 獨孤（劉）
- 蓋婁（蓋）
- 婁邱（婁）
- 尸寇鞮（寇）
- 尸末螣（末、莫）
- 烏洛蘭（蘭）
- 破六韓（破落汗、破六汗、潘六奚、步六汗、韓）
- 仇末仇（仇）
- 拔列蘭（拔列梁、梁）

### 主要史料
- 司馬遷《史記·匈奴列傳》
- 班固《漢書·匈奴傳》
- 范曄《後漢書·南匈奴列傳》
- 唐修《晉書·北狄匈奴傳》
- 《載記》部份為記載匈奴歷史的史料
- 《戰國策》、《東觀漢記》、《漢紀》、《後漢紀》、《三國志》、《十六國春秋》、《魏書》、《資治通鑑》及胡三省注。
- 諸子書方面：《盐铁论·備胡篇》、《盐铁论·論功篇》、《水經注》、《通典》、《文獻通考》、《古今圖書集成》
- 近人研究方面：沈維賢的前後漢《匈奴表》、瀧川龜太郎《史記會注考證》、王先謙《漢書補注》《後漢書集解》、施之勉《後漢書集解補》、林幹《匈奴史》（1986年）、陳序經《匈奴史稿》、馬長壽《北狄與匈奴》（1962年）、田廣金《北方文化與匈奴文明》
- 田广金、郭素新《鄂尔多斯式青铜器》1986年出版；
- 策·道尔及苏蓉《北匈奴》，1961年出版。
- 鲁金科《匈奴文化与诺音乌拉巨冢》，1962年出版。
- 梅原末治《蒙古诺音乌拉的出土遗物》，1960年出版。
- 科诺瓦洛夫《外贝加尔的匈奴》，1976年出版。
- 达维多娃《伊诺尔加城》1995年出版，《伊诺尔加墓地》1996年出版。

### 引用
1. ↑  置左右贤王，左右谷蠡王，左右大将，左右大都尉，左右大当户，左右骨都侯。匈奴谓贤曰「屠耆」，故常以太子为左屠耆王。自如左右贤王以下至当户，大者万骑，小者数千，凡二十四长，立号曰「万骑」。诸大臣皆世官。呼衍氏，兰氏，其後有须卜氏，此三姓其贵种也。诸左方王将居东方，直上谷以往者，东接秽貉、朝鲜；右方王将居西方，直上郡以西，接月氏、氐、羌；而单于之庭直代、云中：各有分地，逐水草移徙。而左右贤王、左右谷蠡王最为大，左右骨都侯辅政。诸二十四长亦各自置千长、百长、什长、裨小王、相、封都尉、当户、且渠之属。《史记·卷一百十·匈奴列传》
2. ↑  东胡使使谓冒顿曰：「匈奴所与我界瓯脱外弃地，匈奴非能至也，吾欲有之。」冒顿问群臣，群臣或曰：「此弃地，予之亦可，勿予亦可。」於是冒顿大怒曰：「地者，国之本也，柰何予之！」诸言予之者，皆斩之。《史记·卷一百十·匈奴列传》
3. ↑  舒顺林，匈奴婚姻习俗论，北方文物，1996年第03期。
4. ↑  . www.sklib.cn.   [2024-10-18].
5. ↑  陳健文. . 2009-07  [2024-10-18]. （原始内容存档于2025-01-21） （中文（臺灣））.
6. ↑  . kg.lsxy.ruc.edu.cn.   [2024-10-18]. （原始内容存档于2025-01-21）.
7. ↑  《史记·卷一百一十·匈奴传》当是之时，东胡彊而月氏盛……单于欲废冒顿而立少子，乃使冒顿质於月氏。冒顿既质於月氏，而头曼急击月氏。月氏欲杀冒顿，冒顿盗其善马，骑之亡归……冒顿既立，是时东胡彊盛，闻冒顿杀父自立，乃使使谓冒顿，欲得头曼时有千里马。冒顿问群臣，群臣皆曰：“千里马，匈奴宝马也，勿与。”冒顿曰：“柰何与人邻国而爱一马乎？”遂与之千里马。居顷之，东胡以为冒顿畏之，乃使使谓冒顿，欲得单于一阏氏。冒顿复问左右，左右皆怒曰：“东胡无道，乃求阏氏！请击之。”冒顿曰：“柰何与人邻国爱一女子乎？”遂取所爱阏氏予东胡。
8. ↑  《史記》〈匈奴列傳〉：「匈奴，其先祖夏后氏之苗裔也，曰淳維。」
9. 1 2  《史記》〈匈奴列傳〉：「以天之福，吏卒良，馬彊力，以夷滅月氏，盡斬殺降下之。定樓蘭、烏孫、呼揭及其旁二十六國，皆以為匈奴。諸引弓之民，并為一家。」
10. ↑  《史記》〈秦本紀〉：「惠文君……七年，樂池相秦。韓、趙、魏、燕、齊帥匈奴共攻秦。秦使庶長疾與戰修魚，虜其將申差，敗趙公子渴、韓太子奐，斬首八萬二千。」
11. ↑  《史記》〈廉頗藺相如列傳〉：「李牧者，趙之北邊良將也。常居代雁門，備匈奴。……於是乃具選車得千三百乘，選騎得萬三千匹，百金之士五萬人，彀者十萬人，悉勒習戰。大縱畜牧，人民滿野。匈奴小入，詳北不勝，以數千人委之。單于聞之，大率眾來入。李牧多為奇陳，張左右翼擊之，大破殺匈奴十餘萬騎。滅襜襤，破東胡，降林胡，單于奔走。其後十餘歲，匈奴不敢近趙邊城。」
12. ↑  《史記》〈匈奴列傳〉：「當是之時，東胡彊而月氏盛。匈奴單于曰頭曼，頭曼不勝秦，北徙。十餘年而蒙恬死，諸侯畔秦，中國擾亂，諸秦所徙適戍邊者皆復去，於是匈奴得寬，復稍度河南與中國界於故塞。」
13. ↑  《漢書．匈奴傳》載：「王昭君號寧胡閼氏。」「虛閭權渠單于立，以右大將女為大閼氏，而黜前單于所幸顓渠閼氏。」「烏珠留單于立，以第二閼氏子樂為左賢王，以第五閼氏子輿為右賢王。」
14. ↑  見王先謙《漢書補注．匈奴傳》。
15. ↑  見胡三省注《資治通鑑》，中華書局點校本，頁807。
16. ↑  見《史記．匈奴列傳》，中華書局點校本，頁2879。
17. ↑  王族. . . 2010.
18. ↑  见《史记会注考证》110.p.23
19. ↑  蒲立本 (E. G. Pulleyblank)著，潘悟雲、徐文堪譯：<匈奴語>，《上古漢語的輔音系統》[The Consonantal System of Old Chinese]（北京：中華書局，1999），頁165.
20. ↑  《漢書．匈奴傳》顏師古注。
21. ↑  丁山. . 中华书局. 1988.
22. ↑  冯恩学. . 吉林大学出版社. 2002.
23. ↑  马利清. . 北京: 内蒙古大学出版社. 2005年3月: 3–4. ISBN 7-81074-796-7.
24. ↑  Alexandar Vovin, "Did the Xiong-nu speak a Yeniseian language?", Central Asiatic Journal, vol. 44 (2000), pp. 87-104.
25. ↑  蒲立本 (E. G. Pulleyblank)著，潘悟雲、徐文堪譯：<匈奴語>，《上古漢語的輔音系統》[The Consonantal System of Old Chinese]（北京：中華書局，1999），頁163-201.
26. ↑  見日人白鸟库吉《匈奴及東胡諸族語言考》。
27. ↑  蒲立本（E. G. Pulleyblank）著，潘悟雲、徐文堪譯：<匈奴語>，《上古漢語的輔音系統》[The Consonantal System of Old Chinese]（北京：中華書局，1999），頁164.
28. ↑  蒲立本 (E. G. Pulleyblank)著，潘悟雲、徐文堪譯：<匈奴語>，《上古漢語的輔音系統》[The Consonantal System of Old Chinese]（北京：中華書局，1999），頁163-167.
29. ↑  《史記索隱》：「又樂彥《括地譜》云：『夏桀無道，湯放之鳴條，三年而死。其子獯粥妻桀之眾妾，避居北野，隨畜移徙，中國謂之匈奴。』……其言夏后苗裔，或當然也。故應劭《風俗通》云：『殷時曰獯粥，改曰匈奴。』又服虔云：『堯時曰葷粥，周曰獫狁，秦曰匈奴。』韋昭云：『漢曰匈奴，葷粥其別名。』則淳維是其始祖，蓋與獯粥是一也。」
30. ↑  馬長壽《北狄與匈奴》，北京三聯書店，1962年出版。
31. ↑  林沄《戎狄非胡論》
32. ↑  徐俊. . 湖北武昌: 华中师范大学出版社. 2000年11月: 64–68. ISBN 7-5622-2277-0.
33. ↑  方壮猷. . 国学季刊. 1930年, 2 (4).
34. ↑  何星亮. . 中央民族学院院报. 1982, (1).
35. ↑  北史 卷九十七 列传第八十五 西域
36. ↑  杉山正明. . 日本经济新闻社. 1997年10月. ISBN 978-4532162290.
37. 1 2 3  Jeong, Choongwon; Wang, Ke; Wilkin, Shevan; Taylor, William Timothy Treal; Miller, Bryan K.; Bemmann, Jan H.; Stahl, Raphaela; Chiovelli, Chelsea; Knolle, Florian; Ulziibayar, Sodnom; Khatanbaatar, Dorjpurev. . Cell. 12 November 2020, 183 (4): 890–904.e29. ISSN 0092-8674. PMC 7664836 . PMID 33157037. doi:10.1016/j.cell.2020.10.015 （英语）.  文本复制自该来源，该来源采用 知识共享署名 4.0 国际许可协议。
38. ↑  Lee, Joo-Yup; Kuang, Shuntu. . Inner Asia. 2017, 19 (2): 197–239. ISSN 1464-8172. S2CID 165623743. doi:10.1163/22105018-12340089 . “对母系遗传的线粒体DNA分析表明，来自额金河谷（Egyin Gol）墓地的匈奴遗骸主要由亚洲谱系组成（89%），其余为西欧亚谱系（11%）（Keyser-Tracqui et al. (2003: 258)）。然而，根据对蒙古中部古代人骨的最新研究，蒙古中部的匈奴人口拥有比额金河谷匈奴更高频率的西欧亚线粒体DNA单倍型（37.5%）（Rogers 2016: 78）。”
39. ↑  Rogers, Leland Liu; Kaestle, Frederika Ann. . American Journal of Biological Anthropology. 2022, 177 (4): 644–657. ISSN 2692-7691. S2CID 246508594. doi:10.1002/ajpa.24478  （英语）. “第一个模式是石板墓文化的mtDNA频率与汇总的匈奴群体频率极为相似，并且与蒙古各青铜时代群体的频率相对相似，这强有力地支持了该地区在这些时间段内存在人口连续性的假说（Honeychurch, 2013）”
40. ↑  Damgaard et al. 2018，Supplementary Table 8, Rows 87-88, 94-96.
41. ↑  Kim et al. 2010，第429頁
42. ↑  Rogers & Kaestle 2022:"虽然在石板墓时期（约公元前1100-300年），东部父系似乎占主导地位，但在匈奴时期，约一半人口拥有西部父系，而mtDNA基因库在东西方意义上几乎没有变化。如果性别偏向的迁移模式与欧洲发现的相似，那么西部父系的增加将与具有西部男性祖先的人群的扩张一致（Batini et al., 2017）；然而，这种模式也可能是由于渐进的非侵略性同化所致，例如与扩张贸易或文化网络相关的婚姻联盟实践，这些网络偏爱具有西部父系的人群（Honeychurch, 2013）。"
43. ↑  Kang, L. L.; Jin, T.; Wu, F.; Ao, X.; Wen, S.; Wang, C.; Huang, Y.; Li, X.; Li, H. Y. . ASHG 63rd Annual Meeting 22–26 October 2013: Boston 2041. American Society of Human Genetics. 2013. (海报摘要 p. 235; 2041F)
44. ↑  任萌; 王建新. . 西部考古. 2011: 252–290.
45. ↑  Kim et al. 2010，第429頁
46. ↑  Damgaard et al. 2018，Supplementary Table 9, Rows 20-23.
47. ↑  Keyser, C.; Zvénigorosky, V.;  et al. . Human Genetics. 2020, 140 (2): 349–359. PMID 32734383. S2CID 220881540. doi:10.1007/s00439-020-02209-4.
48. ↑  Jeong, Choongwon; Wang, Ke; Wilkin, Shevan; Erdene, Myagmar; Hendy, Jessica; Warinner, Christina. . Cell. 2020, 183 (4): 890–904. PMC 7664836 . PMID 33157037. doi:10.1016/j.cell.2020.10.015. hdl:21.11116/0000-0007-77BF-D .
49. ↑  Lee, Joo-Yup; Kuang, Shuntu. . Inner Asia. 18 October 2017, 19 (2): 197–239. ISSN 2210-5018. doi:10.1163/22105018-12340089.
50. ↑  Keyser-Tracqui et al. 2006，第272頁.
51. ↑  Damgaard et al. 2018，Supplementary Table 2, Rows 28-32.
52. ↑  Damgaard et al. 2018，第371–374頁：“主成分分析和D统计表明，匈奴个体属于两个不同的群体，一个具有东亚起源，另一个则表现出与西欧亚来源的显著混合水平...我们发现中部塞迦人被接受为这些‘混合西方’匈奴的单波模型来源。与此发现一致，与中部塞迦人相比，未检测到东亚基因流，因为后者在D统计中相对于东亚匈奴形成一个分支，并且此外在主成分分析（PCA）（图2）中紧密聚集在一起...总体而言，我们的数据显示匈奴联盟在遗传上是异质的，匈人是匈奴在其入侵的先前塞迦人中出现少量男性驱动的东亚基因流后兴起的...因此，我们的结果支持这样一种观点，即大约两千年前内亚的斯基泰人和塞迦人的消失是一场文化转变，与匈奴的西迁同时发生。这次匈奴入侵也导致了一些孤立残余群体的流离失所——这些群体与青铜时代晚期的游牧民有关——他们一直留在天山山脉的东南侧。”
53. ↑  Maróti, Zoltán; Neparáczki, Endre; Schütz, Oszkár. . 当代生物学. 25 May 2022, 32 (13): 2858–2870.e7. Bibcode:2022CBio...32E2858M. PMID 35617951. S2CID 249050620. doi:10.1016/j.cub.2022.04.093  （英语）.
54. ↑  Jeong, Choongwon. . Cell. 12 November 2020, 183 (4): 890–904.e29. ISSN 0092-8674. PMC 7664836 . PMID 33157037. doi:10.1016/j.cell.2020.10.015 （英语）. 匈奴是从这些人群以及周边地区人群的混合中产生的。相比之下，蒙古人表现出高得多的东部欧亚祖源成分，类似于现今的蒙古语族人群。
55. ↑  Lee, Juhyeon; Sato, Takehiro; Tajima, Atsushi; Amgalantugs, Tsend; Tsogtbaatar, Batmunkh; Nakagome, Shigeki; Miyake, Toshihiko; Shiraishi, Noriyuki; Jeong, Choongwon; Gakuhari, Takashi. . Human Population Genetics and Genomics. 1 March 2024, 4 (1): 1–11. ISSN 2770-5005. doi:10.47248/hpgg2404010004  （英语）.
56. 1 2 3  Lee, Juhyeon; Miller, Bryan K.; Bayarsaikhan, Jamsranjav; Johannesson, Erik; Ventresca Miller, Alicia; Warinner, Christina; Jeong, Choongwon. . Science Advances. 14 April 2023, 9 (15): eadf3904. Bibcode:2023SciA....9F3904L. ISSN 2375-2548. PMC 10104459 . PMID 37058560. doi:10.1126/sciadv.adf3904 （英语）. “在这项全基因组古遗传学研究中，我们发现匈奴帝国晚期两个位于帝国西部边陲墓地的个体具有高度的遗传异质性，并描述了与社会地位相关的遗传多样性模式。总体而言，我们发现地位较低的个体遗传异质性最高。特别是，在塔克希特温楚鲁（TAK）环绕精英方形墓葬的陪葬墓显示出极端的遗传异质性，表明这些可能是低等级侍从的个体来自帝国的不同地区。相比之下，两个遗址中地位最高的个体往往遗传多样性较低，且具有高比例的源自铁器时代早期（EIA）石板墓人群的祖源成分，这表明这些群体可能在匈奴帝国形成过程中对统治精英阶层做出了不成比例的贡献。”...“一位单于，即帝国的统治者。与西部边疆的精英女性一样，他也具有非常高的东部欧亚祖源（分别来自SlabGrave1和Han_2000BP的39.3%和51.9%，其余来自Chandman_IA；数据文件S2C）”...“昌德曼_铁器时代（Chandman_IA）代表了远西蒙古与萨格利/乌尤克（Sagly/Uyuk）（约公元前500至200年）、塞迦（Saka）（约公元前900至200年）以及西伯利亚和哈萨克斯坦的巴泽雷克（Pazyryk）（约公元前500至200年）群体相关的人群。”...“这进一步表明匈奴帝国内存在一个贵族阶层，精英地位和权力集中在更广泛人口中的特定子集内。”...“虽然并非结论性的，但这表明匈奴时期个体的古代东北亚人（ANA）祖源可能并非完全追溯至石板墓文化，也可能包括具有类似ANA遗传特征的邻近群体，如鲜卑。”...“最后，我们的研究结果也证实了本研究中地位最高的个体是女性，支持了先前关于匈奴女性在帝国边疆新领土的扩张和融合中扮演特别重要角色的观察。”
57. ↑  Di Cosmo 2004，第165–168頁.
58. ↑  Yü 1986，第407–408頁.
59. ↑  Miller & Brosseder 2017.
60. ↑  Davydova 1996.
61. ↑  Di Cosmo 1994，第1095–1097頁.
62. ↑  Miniaev & Sakharovskaia 2007.
63. ↑  Kradin 2005，第167–168頁.
64. 1 2  Mandel'shtam 1992.
65. ↑  Rudenko 1970.
66. ↑  Psarras 1994.
67. ↑  Psarras 2003.
68. ↑  Ma 2019.
69. ↑  Samashev 2011.
70. ↑  Torbat, Amartuvshin & Jargalan 2003.
71. ↑  Tsybiktarov 2003.
72. ↑  Kradin 2005，第159–161頁.
73. ↑  Tumen 2011.
74. ↑  Kovalev & Erdenebaatar 2010.
75. ↑  Brosseder & Miller 2011.
76. ↑  Honeychurch 2015，第184–211頁.
77. ↑  Kim 2015.
78. ↑  Bunker 2002.
79. ↑  Jacobson 1993.
80. ↑  Yü 1986，第407–408, 414–415頁.
81. ↑  .   [2014-02-02]. （原始内容存档于2016-03-05）.

### 书籍
- 班固：《漢書》，中華書局出版，ISBN 978-7-101-00305-5 6
- 范曄：《後漢書》，中華書局出版，ISBN 978-7-101-00306-2 7
- 司馬遷：《史記》，中華書局出版，ISBN 978-7-101-00304-8 5
- 林幹：《匈奴史》，內蒙古人民出版社，ISBN 720408888
- 陳序經：《匈奴史稿》，中國人民大學出版社，ISBN 978730008278 3
- 王柏靈：《匈奴史話》，陝西人民出版社，ISBN 722406765 2
- 江天蔚：《兩漢與匈奴關係系》，西北歷史叢書，陝西人民出版社，1991
- 田廣金、郭素新：《北方文化與匈奴文明》，早期中國文明，江蘇教育出版社，ISBN 978-7-80643-913-5
- 加藤謙一：《匈奴「帝國」》

## 研究書目
- Thomas Barfield著，袁劍譯：《危險的邊疆：游牧帝國與中國》（南京：江蘇人民出版社，2011）。
- 王明珂：《游牧者的抉擇：面對漢帝國的北亞游牧部族》（桂林：廣西師範大學出版社，2008）。
- 護雅夫著，鄭欽仁譯：《匈奴：古代遊牧帝國的形成》（臺北：學生書局，1977）。
- 澤田勳著，王慶憲等譯：《匈奴：古代游牧國家的興亡》（呼和浩特：内蒙古人民出版社，2010）。

## 延伸阅读
[在维基数据编辑]
 《欽定古今圖書集成·方輿彙編·邊裔典·匈奴部》，出自陈梦雷《古今圖書集成》
 《史記/卷110》，出自司馬遷《史記》
 《漢書/卷094上》，出自班固《漢書》
 《漢書·卷094下》，出自班固《漢書》
 《晉書·卷097》，出自房玄齡《晉書》
 《東觀漢記》

## 外部連結
- 史記卷一百一十　匈奴列傳　第五十 （页面存档备份，存于）
- 匈奴最後的都城 （页面存档备份，存于）
- 漢書卷九十四上　匈奴列傳　第六十四上 （页面存档备份，存于）
- 漢書卷九十四上　匈奴列傳　第六十下 （页面存档备份，存于）
- 後漢書卷八十九　南匈奴列傳　第七十九 （页面存档备份，存于）
- 匈奴與薩滿教文化
- 安瑋：〈蒙古匈奴贵族墓地初步研究 （页面存档备份，存于）〉。